# 圣马丁广场 (布宜诺斯艾利斯)
圣马丁广场（西班牙语: Plaza San Martín）位于阿根廷布宜诺斯艾利斯的雷蒂罗区，佛罗里达街的北端，周围由Libertador Ave.（北）、Maipú St. (W), 圣菲大道（南）、和 Leandro Alem Av.（东）所环绕。其地理坐标为34°35′42″S 58°22′32″W / 34.59500°S 58.37556°W。

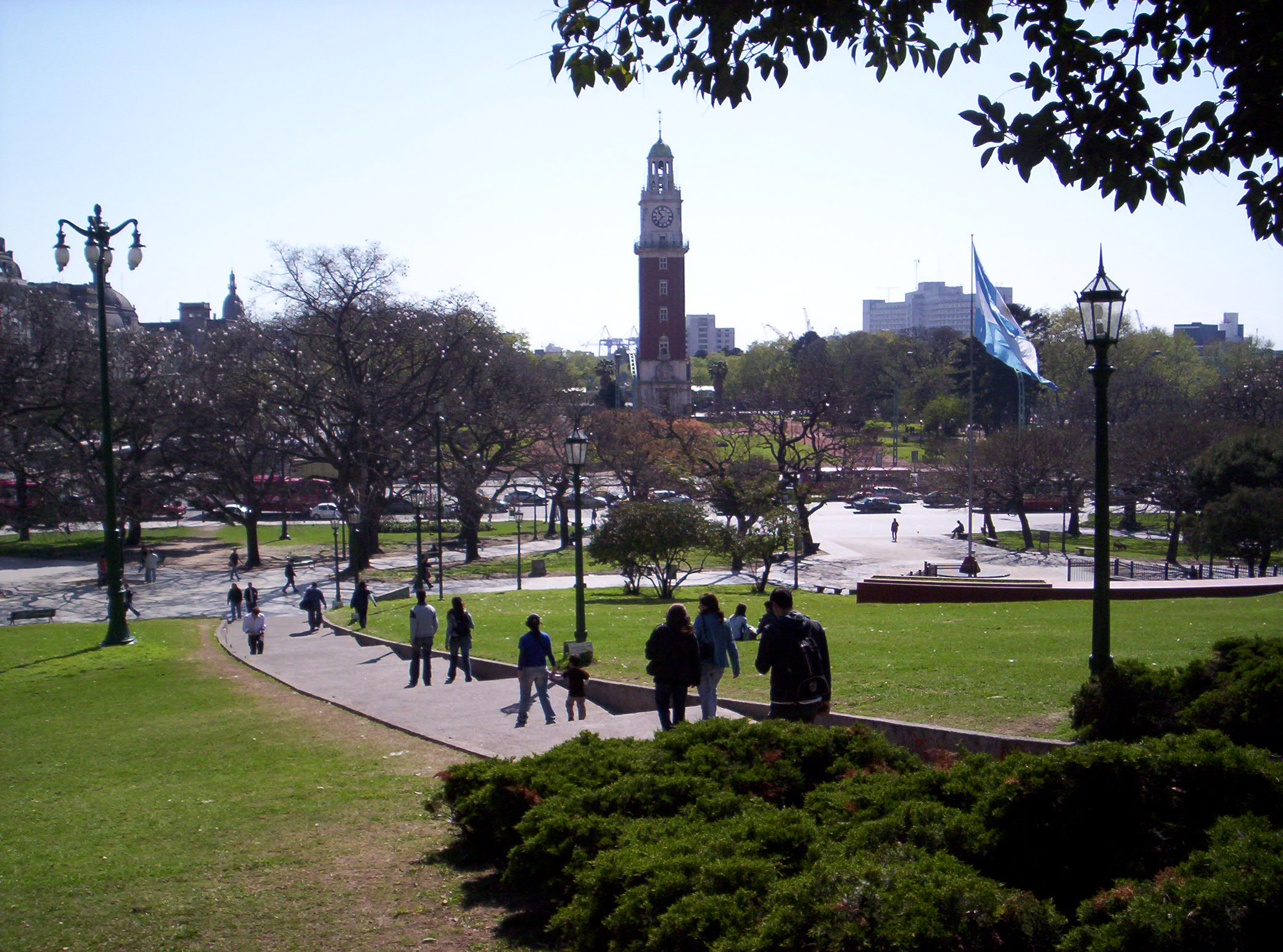
圣马丁广场，中心是Torre Monumental

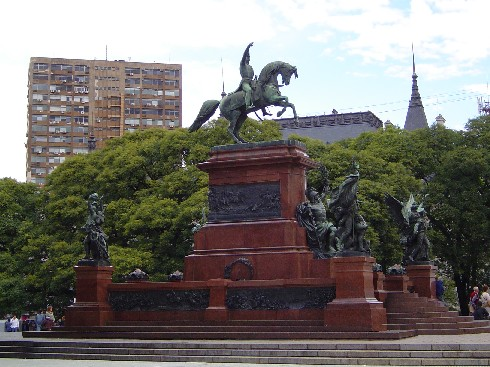
圣马丁将军纪念碑